# Chapareia pinima
Chapareia pinima är en skalbaggsart som beskrevs av Lane 1950. Chapareia pinima ingår i släktet Chapareia och familjen långhorningar. Inga underarter finns listade i Catalogue of Life.